# Догонкин, Пётр Васильевич
Пётр Васильевич Догонкин — советский хозяйственный, государственный и политический деятель.

## Биография
Родился в 1933 году. Член КПСС.
С 1955 года — на хозяйственной, общественной и политической работе. В 1955—1995 гг. — инженер, старший инженер, начальник отдела, заместитель начальника Ферганского областного управления оросительных систем, главный инженер треста «Ферганаирстрой», заместитель председателя Ферганского облисполкома, второй секретарь
Ферганского обкома КП Узбекистана, заведующий организационно-партийным отделом ЦК КП Узбекистана.
Избирался депутатом Верховного Совета Узбекской ССР 10-го, 11-го и 12-го созывов.
Умер после 1995 года.